# Le Devoir
Le Devoir és un diari de Mont-real, al Quebec, fundat pel periodista i polític Henri Bourassa i ara de tendència independentista i socialdemòcrata. El seu eslògan és «Fais ce que dois». És l'únic gran diari independent quebequès. Els seus competidors principals són La Presse (propietat de Gesca) i Le Journal de Montréal (propietat de Quebecor).